# Crai Nou, Timiș
Crai Nou (sârbă Нови Крај, Novi Kraj, maghiară Belsőmajor) este un sat în comuna Giulvăz din județul Timiș, Banat, România. Satul a fost înființat între 1924 - 1926 pe teritoriul localității Rudna, de către români provenind din Munții Apuseni și din Banatul sârbesc. Mulți dintre ardeleni nu au reușit să se adapteze specificului vieții la câmpie și s-au reîntors în regiunile montane de baștină. La 1954 Crai Noul era doar un cătun aparținător satului Rudna.